# Agrionoptera
Genre
Agrionoptera est un genre d'insectes de la famille des Libellulidae appartenant au sous-ordre des anisoptères dans l'ordre des odonates. Il comprend six espèces qui se retrouvent en Inde et dans le sud est de l'Asie et du Pacifique.

## Espèces du genreAgrionoptera
Espèces du genre Agrionoptera
- Agrionoptera bartola Needham & Gyger, 1937
- Agrionoptera cardinalis Lieftinck, 1962
- Agrionoptera insignis (Rambur, 1842)
- Agrionoptera longitudinalis Selys, 1878
- Agrionoptera sanguinolenta Lieftinck, 1962
- Agrionoptera sexlineata Selys, 1879